# Ski de fond à l'Universiade d'hiver de 2011
Navigation
Harbin - 2007 Maribor - 2013
Les épreuves de ski de fond de l'Universiade d'hiver 2011 se sont déroulées au Dumlu District, en Turquie.

## Résultats

### Hommes
| Épreuves         | Or                                                               | Or                | Argent                                                                      | Argent            | Bronze                                                                        | Bronze            |
| ---------------- | ---------------------------------------------------------------- | ----------------- | --------------------------------------------------------------------------- | ----------------- | ----------------------------------------------------------------------------- | ----------------- |
| 10 km classique  | Vladislav Skobelev                                               | 25 min 43 s 1     | Akira Lenting                                                               | 25 min 43 s 1     | Gennadiy Matviyenko                                                           | 26 min 41 s 6     |
| 15 km poursuite  | Vladislav Skobelev                                               | 43 min 58 s 7     | Ilshat Nigmatullin                                                          | 44 min 40 s 9     | Alexandr Ossipov                                                              | 44 min 47 s 9     |
| 30 km libre      | Vladislav Skobelev                                               | 1 h 17 min 19 s 5 | Ilshat Nigmatullin                                                          | 1 h 17 min 19 s 8 | Andrey Kal'sin                                                                | 1 h 17 min 24 s 0 |
| Relais 4 × 10 km | France Clement Molliet Cyril Gaillard Martin Egraz Baptiste Gros | 1 h 40 min 44 s 8 | Russie Dmitry Baklanov Vladislav Skobelev Anton Suzdalev Ilshat Nigmatullin | 1 h 40 min 46 s 0 | Kazakhstan Gennadiy Matviyenko Ivan Drobyuazko Alexandr Ossipov Denis Volotka | 1 h 42 min 28 s 3 |
| Sprint           | Radik Gaziev                                                     | 3 min 02 s 3      | Baptiste Gros                                                               | 3 min 03 s 2      | Denis Volotka                                                                 | 3 min 03 s 7      |

### Femme
| Épreuves        | Or                                                        | Or            | Argent                                                        | Argent        | Bronze                                                   | Bronze        |
| --------------- | --------------------------------------------------------- | ------------- | ------------------------------------------------------------- | ------------- | -------------------------------------------------------- | ------------- |
| 5 km classique  | Alija Iksanova                                            | 14 min 45 s 7 | Kateryna Grygorenko                                           | 15 min 03 s 1 | Virginia de Martin Topranin                              | 15 min 12 s 3 |
| 10 km poursuite | Alena Procházková                                         | 31 min 11 s 6 | Alija Iksanova                                                | 31 min 12 s 2 | Kateryna Grygorenko                                      | 31 min 27 s 3 |
| 15 km libre     | Alena Procházková                                         | 43 min 33 s 2 | Alija Iksanova                                                | 43 min 34 s 1 | Kateryna Grygorenko                                      | 43 min 42 s 0 |
| Relais 3 × 5 km | Russie Svetlana Bochkareva Yana Yanovskaya Alija Iksanova | 41 min 51 s 6 | Ukraine Kateryna Grygorenko Maryna Antsybor Zoya Zaviedieieva | 42 min 55 s 2 | France Marion Buillet Pauline Caprini Anouk Faivre-Picon | 42 min 55 s 2 |
| Sprint          | Alena Procházková                                         | 2 min 43 s 7  | Eva Nyvltova                                                  | 2 min 45 s 2  | Alija Iksanova                                           | 2 min 45 s 3  |

### Mixte
| Épreuves     | Or                                    | Or            | Argent                              | Argent        | Bronze                                    | Bronze        |
| ------------ | ------------------------------------- | ------------- | ----------------------------------- | ------------- | ----------------------------------------- | ------------- |
| Relais mixte | Russie Peter Mlynar Alena Procházková | 14 min 55 s 8 | France Baptiste Gros Marion Buillet | 15 min 00 s 7 | Ukraine Ivan Bilosyuk Kateryna Grygorenko | 15 min 08 s 1 |

## Tableau des médailles
| Rang  | Nation             | Or | Argent | Bronze | Total |
| ----- | ------------------ | -- | ------ | ------ | ----- |
| 1     | Russie             | 7  | 5      | 2      | 14    |
| 2     | Slovaquie          | 3  | 0      | 0      | 3     |
| 3     | France             | 1  | 2      | 1      | 4     |
| 4     | Ukraine            | 0  | 2      | 3      | 5     |
| 5     | Japon              | 0  | 1      | 0      | 1     |
| 5     | République tchèque | 0  | 1      | 0      | 1     |
| 7     | Kazakhstan         | 0  | 0      | 4      | 4     |
| 8     | Italie             | 0  | 0      | 1      | 1     |
| Total | Total              | 11 | 11     | 11     | 33    |